# Белашов (Мизочская поселковая община)
Белашо́в (укр. Білашів) — село в Мизочской поселковой общине Ровненского района Ровненской области Украины.
До 2020 года входило в Здолбуновский район.
Население по переписи 2001 года составляло 1374 человека. Почтовый индекс — 35741. Телефонный код — 3652. Код КОАТУУ — 5622680401.